# Tritonicula
Tritonicula is een geslacht van zeenaaktslakken (Nudibranchia) uit de familie van de tritonia's (Tritoniidae). In 2020 werd een aantal Tritonia-soorten door Korshunova & Martynov verplaatst naar dit nieuw geslacht als resultaat van een integratieve taxonomische studie van de Tritoniidae-familie.

## Soorten
- Tritonicula bayeri (Ev. Marcus & Er. Marcus, 1967)
- Tritonicula hamnerorum (Gosliner & Ghiselin, 1987)
- Tritonicula myrakeenae (Bertsch & Osuna, 1986)
- Tritonicula pickensi (Ev. Marcus & Er. Marcus, 1967)
- Tritonicula wellsi (Er. Marcus, 1961)